# Delias frater
Delias frater is een vlindersoort uit de familie van de Pieridae (witjes), onderfamilie Pierinae.
Delias frater werd in 1912 beschreven door Jordan.